# 1885 en Italie
Chronologie de l'Italie
- 1881
- 1882
- 1883
- 1884
- 1885
- 1886
- 1887
- 1888
- 1889

## Événements
- 15 janvier : loi pour l'assainissement de la ville de Naples[1].

- 5 février : les Italiens s’installent à Massaoua en Érythrée et bloquent la côte. Prenant le prétexte du massacre de l’explorateur Gustave Bianchi en 1884 et sollicité par le Royaume-Uni, le gouvernement se résout à agir dès décembre 1884. Début de la première guerre italo-éthiopienne[2].
- 22 mars : début de la construction du Monument à Victor-Emmanuel II (Vittoriano) à Rome (1885-1911)[3].
- 29 juin : nouveau remaniement du gouvernement Depretis[4].

- L’emprunt est souscrit en Italie et non plus à l’étranger. L’État affecte un crédit de 53 millions de lires pour dix ans aux chantiers navals et à la marine marchande.

## Naissances en 1885
- 2 février : Aldo Palazzeschi (Aldo Giurlani), poète et romancier, lauréat du prix Viareggio  en 1948 pour I fratelli Cuccoli. († 17 août 1974)
- 3 février : Moses Levy, peintre et graveur italo-britannique. († 2 avril 1968)
- 12 février : Paolo Paschetto, peintre, créateur de l'emblème de l'Italie, symbole adopté par la jeune République italienne le 5. († 9 mars 1963)
- 2 mars : Raffaele De Grada, peintre, rattaché au mouvement pictural Novecento. († 10 avril 1957)
- 30 avril : Luigi Russolo, peintre et compositeur, considéré comme le père de la musique bruitiste. († 4 février 1947)
- 3 mai : Cesare Brambilla, coureur cycliste professionnel de 1905 à 1909, vainqueur du Tour de Lombardie 1906. († 3 mars 1954)
- 12 mai : Mario Sironi, peintre de la première moitié du XXe siècle, se rattachant au mouvement futuriste. († 13 août 1961)
- 20 mai : Giovanni Gerbi, coureur cycliste, surnommé le  « Diable rouge », vainqueur de la première édition du Tour de Lombardie en 1905. († 6 mai 1955)
- 11 juin : Francesco Verri, coureur cycliste sur piste, triple champion olympique aux Jeux olympiques intercalaires de 1906 à) Athènes. († 6 juin 1945)
- 23 juin : Tommaso Costantino, escrimeur, double champion olympique (fleuret par équipe et épée par équipe) aux Jeux olympiques de 1920 à Anvers. († 28 février 1950)
- 20 août : Dino Campana, poète, auteur des Canti Orfici (Chants orphiques), recueil de poèmes écrits entre 1906 et 1912 et publié en 1914. († 1er mars 1932)
- 17 octobre : Ernesto Azzini, coureur cycliste, premier Italien à avoir gagné une étape du Tour de France, en 1910. († 14 juillet 1923)
- 14 décembre : Guido Marussig, peintre et graveur, se rattachant au mouvement du symbolisme. († 20 décembre 1972)
- 16 décembre : Pierino Albini, coureur cycliste. († 12 mars 1955)
- 29 décembre : Raffaele Calzini, écrivain. († 2 septembre 1953)

## Décès en 1885
- 5 mai : Lauro Rossi, 73 ans, compositeur d'opéras. (° 19 février 1812)
- 15 mai : Lodovico Graziani, 64 ans, chanteur lyrique (ténor). (° 14 novembre 1820)
- 30 septembre : Francesco Paolo Ciaccio, 64 ans, patriote de l'Unité italienne. (° 26 février 1821)
- 20 octobre : Michele Novaro, 66 ans, compositeur et patriote de l'unité italienne, auteur de la musique de l'hymne italien Fratelli d'Italia. (° 23 décembre 1818)
- 15 novembre : Benedetto Musolino, 76 ans, patriote du Risorgimento et homme politique italien, sénateur du royaume d'Italie lors de la XIVe législature. (° 8 février 1809)